# Kanarieöarnas flagga
Kanarieöarnas flagga är en trikolor med tre lika stora lodräta band i vitt, blått och gult för den autonom regionen Kanarieöarna. Flaggan fastställdes av spanska staten den 10 augusti 1982. En flagga med Kanarieöarnas statsvapen i det blå fältet förekommer men den är inte fastställd i lagen.[källa behövs]